# Fawzia Yusuf Adam
Fawzia Yusuf Haji Adam (em somali:  Fawzia Yusuf H. Adam, em árabe: فوزية يوسف الحاج أدم) é uma política da etnia somali. De 4 de novembro de 2012 a 17 de janeiro de 2014, ela atuou como Ministra das Relações Exteriores e Vice-Primeira-Ministra da Somália.

## Carreira

### Compromisso
Em 4 de novembro de 2012, Fawzia Adam foi nomeada Ministra das Relações Exteriores e vice-primeira-ministra da Somália pelo primeiro-ministro Abdi Farah Shirdon. Ela é a primeira mulher a ser selecionada para esse cargo.

### Recuperação de ativos
Em novembro de 2012, as autoridades federais da Somália emitiram um pedido oficial ao Conselho de Segurança das Nações Unidas para assistência na recuperação de ativos e fundos públicos que estavam sendo mantidos no exterior. As propriedades estatais foram congeladas por administrações, instituições e empresas estrangeiras após o colapso do governo central da Somália, em 1991, a fim de impedir o uso não autorizado. Em janeiro de 2013, Fawzia Adam e outros membros do Gabinete reconstituído da Somália iniciaram uma avaliação formal e um processo de recuperação dos ativos nacionais somalis, que incluem navios e aviões que se acredita estarem na Itália, na Alemanha e no Iêmen.

### Memorando de Entendimento
No final de maio de 2013, Fawzia Adam e o Ministro das Relações Exteriores dos Emirados Árabes Unidos, Sheikh Abdullah bin Zayed Al Nahyan, assinaram um Memorando de Entendimento sobre cooperação bilateral. O acordo restabelece laços diplomáticos formais entre a Somália e os Emirados Árabes Unidos, e também se concentra nos setores político, de segurança, econômico, de investimento e desenvolvimento. Além disso, o governo dos Emirados anunciou que reabriria sua Embaixada em Mogadíscio, capital da Somália.

### Acordo de cooperação
Em agosto de 2013, após uma reunião com o vice-primeiro-ministro chinês, Wang Yang, Fawzia Adam anunciou que as autoridades somalis esperavam uma cooperação com o governo chinês nos setores de energia, infraestrutura, segurança nacional e agricultura, entre outros. Wang também elogiou a tradicional amizade entre as duas nações e reafirmou o compromisso da China com o processo de paz da Somália. Em setembro de 2013, ambos os governos assinaram um acordo de cooperação oficial em Mogadíscio como parte de um plano de recuperação nacional de cinco anos na Somália. Pelo pacto as autoridades chinesas reconstruirão vários marcos de infraestrutura importantes na capital da Somália e em outros lugares, incluindo o Teatro Nacional, um hospital e o Estádio de Mogadíscio. Além disso, o embaixador chinês Liu Guangyoun indicou que a China reabriria sua Embaixada em Mogadíscio, em um terreno doado pelo governo da Somália para esse fim.

### Fim do termo
O mandato de Fawzia Adam como Ministra das Relações Exteriores e vice-primeira-ministra da Somália terminou em 17 de janeiro de 2014, quando o novo primeiro-ministro Abdiweli Sheikh Ahmed nomeou Abdirahman Duale Beyle como Ministro das Relações Exteriores e Ridwan Hirsi Mohamed como vice-primeiro-ministro.

### Eleição presidencial de 2022
Fawzia Adam concorreu à presidência da Somália nas eleições presidenciais somalis de 2022.